# Orchid (Screamo-Band)
Orchid war eine US-amerikanische Hardcore-Punk-Band, die heute als prägend für einen später als Screamo bezeichneten Musikstil gilt. Die Band veröffentlichte mehrere, heute nur mehr schwer zu findende, EPs und Splits, wie auch Longplayer. Sie selbst nannten die deutschen Bands Systral und Carol als Haupteinfluss für ihren Sound.

## Geschichte
Die Band wurde Anfang 1998 von Jayson Green, Will Killingsworth, Brad Wallace und Jeff Salane gegründet.
Der Großteil ihrer Aufnahmen wurden auf Vinyl veröffentlicht. Es gab drei Longplayer: Chaos is Me, Dance Tonight, Revolution Tomorrow! und Self-Titled, die alle von Ebullition Records veröffentlicht wurden. Ihre letzten Shows spielten Orchid in mehreren Städten im Sommer des Jahres 2002, die endgültig letzte war im The Advocate auf dem Harvard Square in Cambridge, MA, wo sie gemeinsam mit Sinaloa und Wolves, in der Gründungsmitglied und ehemaliger Orchid Bassist Brad Wallace Gitarre spielte, auftraten.
Will führt mittlerweile sein eigenes Label Clean Plate Records, während seine Band Bucket Full of Teeth mehrere Tonträger, darunter auch einen Longplayer auf Level Plane Records veröffentlicht hat, bevor er die Band Ampere gründete. Jayson, Geoff und Jeff spielen in der Band Panthers, die bis dato zwei Alben und eine EP veröffentlicht hat. Nach dem Ende von Wolves, stieg Brad bei Transistor Transistor an der Gitarre ein, die ebenfalls ein Album bei Level-Plane veröffentlicht hat.
Nach dem Ende von Orchid ließ Will eine große Zahl von Orchids Chaos Is Me Shirts nachdrucken, dadurch hoffte er den hohen Preisen, die man bei ebay und anderen Online-Auktionshäusern für sowohl echte Tonträger als auch Bootlegs zahlen muss, entgegenzuwirken.

## Diskografie

### EPs und Split Records
- Demo Cassette Tape (Self-Released)
- Orchid / Pig Destroyer Split 7" (Amendment)
- Self-Titled 7" (Hand Held Heart)
- Orchid / Encyclopedia Of American Traitors Split 7" (Witching Hour Records)
- Orchid / Combat Wounded Veteran Split 6" (Clean Plate)
- Orchid / The Red Scare Split 7" (Hand Held Heart)
- Orchid / Jeromes Dream Skull Record (Witching Hour)

### Alben
- Chaos Is Me LP (Ebullition)
- Dance Tonight, Revolution Tomorrow! 10" (Ebullition)
- Dance Tonight, Revolution Tomorrow + Chaos is Me CD (Ebullition)
- Self-Titled Gatefold LP/CD (Ebullition)
- Totality CD (Clean Plate)

### Kompilationen
- Songs of the Dead 7" (Ape Records)
- Better Luck Next Time (Witching Hour)
- Falafel Grind: 32 Bands Proving That Cripple Bastards Suck, CD (Obscene Productions)